# GK Persei
GK Persei (auch Nova Persei 1901) war eine Nova (Helligkeitsausbruch in einem engen Doppelsternsystem), die 1901 im Sternbild Perseus aufleuchtete und mit einer maximalen Helligkeit von 0,2 mag eine der hellsten neuzeitlich beobachteten Novae war. Als Novaüberrest, mit einer Ruhehelligkeit von 13,5 mag, ist GK Persei ein kataklysmischer Veränderlicher (CV), der eine Reihe von Eigenschaften in sich vereint, die in dieser Kombination selten auftreten: Die Bahnperiode von GK Persei gehört mit 1,99 Tagen zu den längsten in CVs beobachteten, und der Begleitstern ist ein Unterriese, und nicht wie in der Regel ein Hauptreihenstern. Der akkretierende Weiße Zwerg ist magnetisch und rotiert mit einer Periode von 351 Sekunden, womit GK Persei den asynchronen, magnetischen CVs des Typs DQ-Herculis zuzuordnen ist.
Darüber hinaus werden in GK Persei Zwergnova-Ausbrüche beobachtet, bei denen die Helligkeit des Systems um 2 bis 3 Magnituden ansteigt. Die Ausbrüche treten in Abständen von ungefähr drei Jahren auf und dauern ca. zwei Monate.
GK Persei wird von einer expandierenden Hülle umgeben, die vom letzten Novaausbruch stammt und die gelegentlich als fireworks nebula bezeichnet wird.

## Rezeption
In seiner Kurzgeschichte Beyond the Wall of Sleep (deutsch: Jenseits der Mauer des Schlafes ) verarbeitete der amerikanische Schriftsteller H. P. Lovecraft die Nova Persei als Kurzgeschichte, bei der ein außerirdisches Wesen im Körper eines Menschen auf Rache an dem Stern Algol sinnt.